# Josef Wilhelm (General)
Josef Wilhelm (* 28. März 1921 in Kaiserslautern; † 2003) war ein deutscher Generalmajor des Heeres der Bundeswehr.

## Leben
Wilhelm besuchte ein humanistisches Gymnasium und absolvierte 1939 das Abitur. Er trat in das Artillerieregiment 36 der Wehrmacht ein und war während des Zweiten Weltkrieges, ausgenommen einer einjährigen Studienzeit, vorwiegend im Osten eingesetzt. 1945 geriet er als Oberleutnant der Reserve in Kriegsgefangenschaft des Vereinigten Königreichs.
Nach der Entlassung aus der Kriegsgefangenschaft studierte Wilhelm Veterinärmedizin an der Justus-Liebig-Universität Gießen, absolvierte 1950 das Staatsexamen und promovierte zum Dr. med. vet. Anschließend hatte er bis 1956 eine tierärztliche Landpraxis.
1956 trat Wilhelm in die Bundeswehr ein, war von 1960 bis 1962 stellvertretender Kommandeur und von 1962 bis 1965 Bataillonskommandeur eines Panzerartilleriebataillons. Danach wurde er Inspektionschef an der Artillerieschule. Von 1966 bis 1970 war er Lehrstabsoffizier beim Stabsoffizier- und Auswahllehrgang Heer in Hamburg und von 1970 bis 1972 Regimentskommandeur eines Artillerieregiments. Von Juli 1972 bis 1978 war er Kommandeur der Artillerieschule. Danach wurde er im April 1978 Befehlshaber im Wehrbereich V. Mit Ablauf des März 1981 wurde er in den Ruhestand versetzt.
Wilhelm war verheiratet und hatte einen Sohn.